# Pseudosymmachia manifestes
Pseudosymmachia manifestes är en skalbaggsart som beskrevs av Kobayashi 1988. Pseudosymmachia manifestes ingår i släktet Pseudosymmachia och familjen Melolonthidae. Utöver nominatformen finns också underarten P. m. nantouensis.